# Festival Internacional d'Animació d'Hiroshima
Festival Internacional d'Animació d'Hiroshima és un festival de films d'animació biennal del Japó. Juntament El Festival Internacional de Cinema d'Animació d'Annecy a França, el Festival de Cinema Internacional d'Animació d'Ottawa al Canadà, i el Festival Mundial de Cinema d'Animació de Zagreb a Croàcia, està organitzat i subvencionat per L'Associació Internacional de Cinema d'Animació o ASIFA.
Els presidents honoraris actuals del festival són Paul Grimauld, Peter Lord i Nick Park, coneguts pels films Le Roi et l'Oiseau i Wallace i Gromit respectivament. Així doncs tan el grup de jutges com els afiliats participen en una votació que conclou amb el premi al millor curtmetratge d'animació, el qual consisteix amb una suma de 1 milió de yens (prop dels 8000 euros) i una possible nominació a la categoria de curtmetratges dels Oscars.
Com a molts altres festivals, les projeccions de la multitiud de films que es presenten van acompanyades de xerrades i altres tallers educatius, fet que augmenta la seva popularitat que en els últims anys ja va superar les 30000 persones.

## Història
El Festival Internacional d'Animació d'Hiroshima va ser creat l'any 1985 per l'ASIFA com a esdeveniment commemoratiu dels 40 anys des del bombardeig a la ciutat. Així doncs va ser creat com el Festival Internacional d'Animació per la Pau Mundial i, és per això que en moltes ocasions tan els curtmetratges com els llargmetratges que s'hi presenten solen tractar temes relacionats amb la pau i la convivència.
Tot i que la primera edició del festival va ser l'any 1985 no va tornar a repetir-se fins al 1987 a causa de problemes de finançament, però des de 1990 s'ha convertit en una tradició biennal i actualment és un dels festivals més importants de tot el continent asiàtic.